# Tulipán (canción)
«Tulipán» es la quinta pista del primer álbum en solitario "Amaia Montero" de la artista homónima.

## Sobre la canción
Esta canción la dedica Amaia a sus antiguos compañeros de grupo de La Oreja de Van Gogh. En principio se iba a titular "4 ángeles" pero se decidió cambiar el nombre a "Tulipán".
Es una canción muy pop, bastante marchosa, en cuya letra se rememoran varios hechos y anécdotas que Amaia vivió junto a los otros cuatro integrantes de La Oreja de Van Gogh durante los once años que estuvieron juntos en el aclamado grupo. El título definitivo, Tulipán proviene de la palabra que repetían antes de un concierto cuando juntaban las manos y las levantaban todos a la vez gritando TULIPÁN.
- Datos: Q6153763